# Plan Morgenthaua

Proponowany podział Niemiec

Plan Morgenthaua – plan dotyczący przyszłości powojennych Niemiec opracowany przez Henry’ego Morgenthaua, amerykańskiego Sekretarza Skarbu.

## Charakterystyka
Plan Morgenthaua przedstawiono 9 września 1944 roku w trakcie II brytyjsko-amerykańskiej konferencji w m. Quebec (11–16 września 1944) i uzyskał poparcie Franklina Delano Roosevelta oraz Winstona Churchilla, krytykowali go jednak sekretarz stanu Cordell Hull i brytyjski minister spraw zagranicznych Anthony Eden, źle przyjęła go też amerykańska opinia publiczna i koła biznesowe. Ostatecznie w listopadzie 1944 roku został odrzucony przez Roosevelta.

## Założenia
Źródła:
- rozbicie III Rzeszy na dwa państwa: Niemcy Południowe (Bawaria, Wirtembergia, Badenia) i Niemcy Północne (większa część terenów dawnego państwa pruskiego, Saksonia, Meklemburgia, Turyngia), a także odłączenie Austrii jako niepodległego państwa,
- utworzenie strefy międzynarodowej pod zarządem ONZ, obejmującej najsilniej uprzemysłowione rejony Niemiec: Zagłębie Ruhry, Nadrenię aż po Kanał Kiloński; ludność niemiecka z tych terenów miała zostać wysiedlona, a na jej miejsce sprowadzeni robotnicy z Francji, Belgii, Holandii i innych państw Europy Zachodniej,
- zakaz utrzymywania przez oba państwa niemieckie jakichkolwiek stosunków handlowych z rejonami znajdującymi się w obrębie strefy międzynarodowej,
- całkowita demilitaryzacja, zakaz noszenia przez Niemców mundurów, tworzenia jakichkolwiek formacji paramilitarnych i organizacji parad wojskowych,
- likwidacja przemysłu ciężkiego, przekazanie sprzętu i urządzeń przemysłowych, które nie uległy zniszczeniu w czasie wojny, państwom koalicji antyhitlerowskiej jako reparacji wojennych,
- stworzenie gospodarki rolniczo-pasterskiej,
- obsadzenie obu nowo powstałych państw przez wojska alianckie,
- straty terytorialne połączone z wysiedleniami ludności niemieckiej ze wszystkich utraconych przez Niemcy ziem: północna część Prus Wschodnich z Królewcem miała być przyłączona do ZSRR, część południowa, Górny Śląsk i część Dolnego Śląska z Wrocławiem do Polski, obszar nad Renem i Mozelą (Zagłębie Saary) do Francji, a Szlezwik-Holsztyn do Danii,
- decentralizacja polityczna obu państw niemieckich poprzez ich federalizację,
- osądzenie niemieckich zbrodniarzy wojennych przez specjalnie powołany do tego celu międzynarodowy trybunał karny,
- denazyfikacja szkół, uniwersytetów, gazet, radia, a następnie odtworzenie ich pod przewodnictwem alianckiej komisji,
- kontrola niemieckiej gospodarki przez ONZ przez następne dwadzieścia lat, aby zapobiec rozwojowi przemysłu zbrojeniowego,
- zakaz posiadania przez Niemcy samolotów, nawet szybowców,
- wycofanie wojsk amerykańskich z Niemiec, przy jednoczesnym pozostawieniu decydujących kompetencji USA, np. przez mianowanie Wysokiego Komisarza Stanów Zjednoczonych jako głównego organu kontroli politycznej,
- likwidacja dużych majątków ziemskich,
- zawiązanie unii celnej między odrodzoną Austrią, a Niemcami Południowymi.